# Nebulium

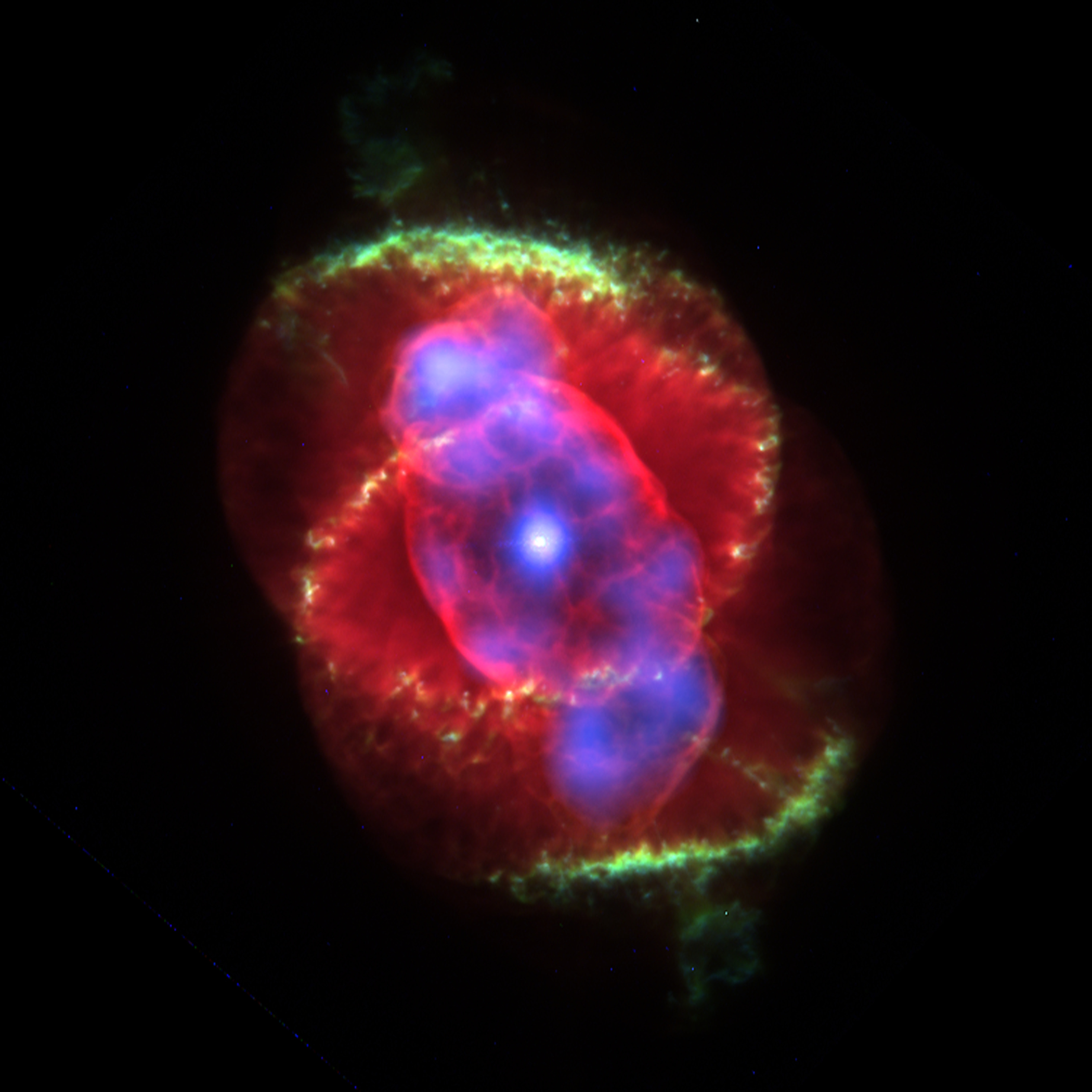
Kattenoognevel (NGC 6543)

Spectraallijnen van tweevoudig geïoniseerd zuurstof. De 'nebulium' lijnen zijn aangegeven in groen.

Nebulium is een in de negentiende eeuw gepostuleerd chemisch element.
Aanwijzingen voor het bestaan van dit nieuwe element werden in 1864 gevonden in de blauwe en groene spectraallijnen van de Kattenoognevel door William Huggins bij 372.6, 372.9, 495.9 en 500.7 nm.
In werkelijkheid ging het echter bij deze spectraallijnen niet om de lijnen van een nieuw element, maar om verboden overgangen in dubbel geïoniseerde gassen als zuurstof, stikstof, helium en neon, zoals door Ira Sprague Bowen werd bewezen in 1927. Deze overgangen zijn in kwantummechanische zin verboden en treden zeer zelden op. Ze waren derhalve nog niet bekend bij de toewijzing van Huggins aan het "nieuwe" element.